# فولوديمير كرافيتس
فولوديمير كرافيتس (بالأوكرانية: Кравець Володимир Сергійович)‏ (مواليد 31 مايو 1981) هو ملاكم أوكراني، مثّل بلاده في الألعاب الأولمبية الصيفية 2004.

## روابط خارجية
فولوديمير كرافيتس على موقع بوكس ريك (الإنجليزية) (registration required)
- فولوديمير كرافيتس على موقع أوليمبيديا (الإنجليزية)